# Senjahopen
Senjahopen est une localité du comté de Troms, en Norvège.

## Géographie
Administrativement, Senjahopen fait partie de la kommune de Berg.